# Dødsflyveren
Dødsflyveren (originaltitel The Air Hawk) er en amerikansk stumfilm fra 1924 af Bruce M. Mitchell.

## Medvirkende
- Al Wilson som Al Parker
- Virginia Brown Faire som Edith
- Emmett King som John Ames
- Tom London som Kellar
- Frank Rice som Hank
- Lee Shumway som Hobert McLeod
- Frank Tomick som Maj. Falles